# Systema Vegetabilium
Systema Vegetabilium (с лат. — «Система растений», «Растительная система») — работа шведского натуралиста Карла Линнея (1707—1778), представляющая собой отдельное издание ботанической части труда «Система природы» (Systema naturae); написана на латинском языке. Впервые эта работа была опубликована в 1774 году, при этом указанный номер издания — тринадцатый — стал продолжением нумерации изданий «Системы природы», последнее (по состоянию на указанный год) издание которой, двенадцатое, вышло в 1766—1768 году. Издание Systema Vegetabilium 1774 года осталось единственным прижизненным, четыре переиздания состоялись уже после смерти Линнея; каждый раз (кроме 15-го издания) в книгу вносились существенные изменения и дополнения.

## Первое (13-е) издание
В 1772 году Линней показал гостившему у него шведскому ботанику Юхану Андреасу Муррею (1740—1791) экземпляр последнего издания «Системы природы» с многочисленными вставками, содержащими изменения и дополнения. Муррей в 1756—1759 годах учился у Линнея в Уппсальском университете, а с 1769 года занимал должность профессора Гёттингенского университета. Линней сообщил, что у него нет времени, чтобы переиздать книгу, однако согласился, чтобы его бывший ученик забрал том с собой для подготовки его к новому изданию. Позже Муррей писал, что во время этой встречи он нашёл в своём учителе «ту же сердечность, ту же живость духа, такое же стремление собирать редкости по натуральной истории», которым он удивлялся ещё во время своей учёбы в Уппсале.

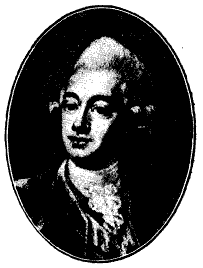
Ю. Муррей

Издание было осуществлено под редакцией Муррея в Гёттингене и Готе в 1774 году. Полное название работы — Systema vegetabilium secundum classes ordines genera species cum characteribus et differentiis. Editio decima tertia accessionibus et emendationibus novissimis manu perillustris [per illustris] auctoris scriptis adornata a Joanne Andrea Murray D.… («Система растений в соответствии с классами, порядками, родами, видами; вместе с описаниями и дифференциями. Издание тринадцатое, с изменениями и дополнениями, сделанными знаменитым автором [Линнеем]; подготовлено доктором … Мурреем»).
По сравнению с ботанической частью 12-го издания в Systema Vegetabilium было произведено около 90 номенклатурных нововведений и изменений; автором всех их считается Линней. Как указал Муррей в предисловии, все изменения в 13-м издании принадлежат перу самого Линнея.
Работа была издана в апреле-июне 1774 году форматом ин-октаво:
- Caroli a Linné…. Systema vegetabilium secundum classes ordines genera species cum characteribus et differentiis. Editio decima tertia accessionibus et emendationibus novissimis manu perillustris auctoris scriptis :  [лат.] / Adornata a Joanne Andrea Murray D.. — Gottingae,  Gothae : Typis et impensis Jo. Christ. Dietrich, 1774. — [i—vii], [1]—844 s. — OCLC 758339597.

Стандартное сокращённое наименование издания — Syst. Veg., ed. 13.

### Английский перевод первого (13-го) издания

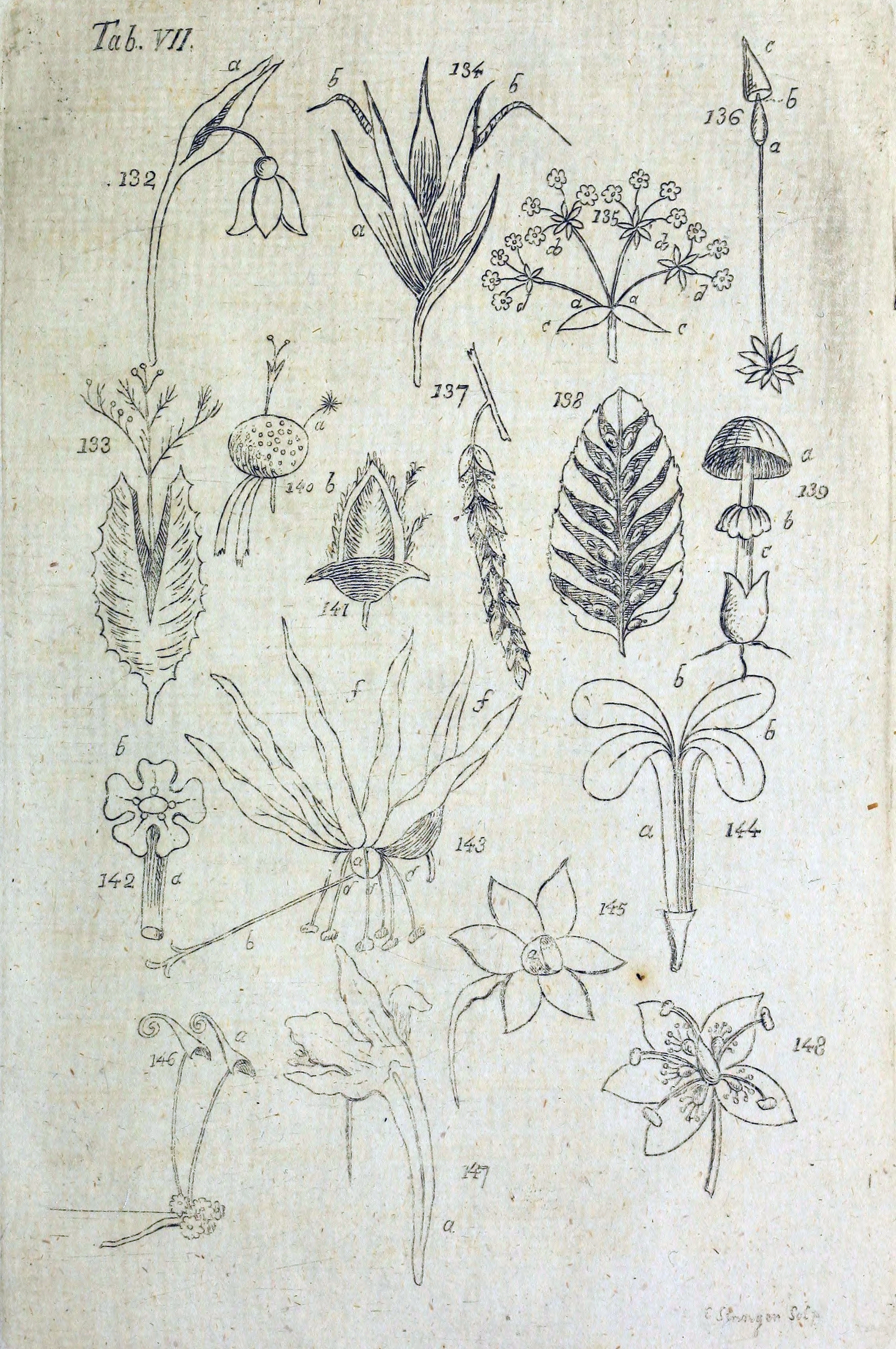
Части цветка. Ботаническая иллюстрация из первого тома английского перевода Systema Vegetabilium (1783)

В 1783—1785 годах в Личфилде форматом ин-октаво был опубликован двухтомный английский перевод этого издания, подготовленный членами Ботанического общества Личфилда во главе с его основателем Эразмом Дарвином:
- Linneus. A system of vegetables, according to their according to their classes orders genera species with their characters and differences… :  [англ.] : in 2 vol. / Translated from the thirteenth edition (as published by Dr. Murray) of the vegetabilium of the late professor Linnaeus; and from the Supplementum plantarum of the present professor Linnaeus ... by a botanical society, at Lichfield. — Lichfield : Printed by John Jackson, for Leigh and Sotheby … London, 1783. — Vol. 1 : [Preface of the translators. Botanic terms and definitions … Classes I—XIII]. — [i*, iii*], [i]—lvi, [1]—424 p., 1—11 p. fig. — OCLC 220040192.
- Linneus. A system of vegetables… :  [англ.] : in 2 vol. / Translated from the thirteenth edition (as published by Dr. Murray) of the vegetabilium of the late professor Linnaeus; and from the Supplementum plantarum of the present professor Linnaeus ... by a botanical society, at Lichfield. — Lichfield : Printed by John Jackson, for Leigh and Sotheby … London, 1783. — Vol. 2 : [Classes XIV—XXIV. Appendyx: Palms…]. — [i, iii], [425]—897, [1—32] p. — OCLC 220040192.

Двухтомник был иллюстрирован располагающимися перед основным текстом первого тома одиннадцатью таблицами с изображением различных частей растений и поясняющим текстом. В конце второго тома был дополнительно размещён алфавитный список английских и шотландских названий растений, датированный 1784 годом.
Существует также пробный оттиск этого двухтомника, датируемый 1782 годом.

## Другие издания
Второе (14-е) издание вышло в мае-июне 1784 года в Гёттингене форматом ин-октаво; оно включало описания новых таксонов, сделанные Юханом Мурреем, а также описания новых японских видов растений, сделанные ещё одним учеником Линнея, шведским ботаником Карлом Петером Тунбергом (1743—1828):
- Caroli a Linné…. Systema vegetabilium secundum classes ordines genera species cum characteribus et differentiis. Editio decima quarta praecedente longe auctior et correctior curante Jo. Andrea Murray… :  [лат.]. — Gottingae : Typis et impensis Jo. Christ. Dieterich, 1784. — xx, 987, [17] s. — OCLC 746234650.

С точки зрения ботанической номенклатуры авторство названий новых японских видов принадлежит Тунбергу и, поскольку эти названия были впервые опубликованы в работе Муррея, указывать авторство следует как  Thunb. (in Murray). Стандартное сокращённое наименование издания — Syst. Veg., ed. 14 (J. A. Murray) либо Syst. veg. ed. 14.
В 1786 году вышел немецкий перевод этого издания, в 1789 году — итальянский.
15-е издание, являющееся перепечаткой 14-го издания, вышло в Париже в 1798 году форматом ин-октаво:
- Caroli a Linné…. Systema vegetabilium secundum classes, ordines, genera, species, cum characteribus et differentiis. Editio decima quinta, praecedente longe correctior curante Jo. Andrea Murray… :  [лат.]. — Parisiis : E typographia Didot Junioris prostat apud J. F. P. Déterville…, 1798. — [1]—16, [1]—821, [822, err.] s. — OCLC 29153113.

Его стандартное сокращённое наименование — Syst. Veg., ed. 15 (J. A. Murray) (Syst. veg. ed. 15).
16-е издание (известное также как издание 15 bis) вышло в Штутгарте в семи томах между 1817 и 1830. Составителем первых четырёх томов, вышедших в 1817—1819 годах, был швейцарский ботаник Иоганн Якоб Рёмер (1763—1819). После его смерти работу над изданием продолжил австрийский ботаник Йозеф Август Шультес (1773—1831), он был составителем вышедших в 1820 году 5-го и 6-го томов — за исключением семейства Зонтичные (Apiaceae), которое было обработано немецким ботаником Куртом Шпренгелем (1766—1833). Седьмой (последний) том вышел в двух книгах почти через десять лет после шестого, его составителями были Йозеф Шультес и его сын Юлиус Герман Шультес (1804—1840). Стандартное сокращённое наименование издания — Syst. Veg., ed. 15 bis.
В период между 1824 и 1828 годами под редакцией немецкого ботаника Курта Шпренгеля (1766—1833) было опубликовано ещё одно издание Systema Vegetabilium. Оно вышло в пяти томах, при этом четвёртый том вышел в двух частях; во второй части этого тома была также опубликована работа Генриха Шотта Fasciculus Plantarum Brasiliensium (с лат. — «Собрание бразильских растений»). Пятый том является дополнительным, в нём размещены указатели. Сам Шпренгель обозначил издание как «16-е», однако фактически оно является 17-м изданием Systema Vegetabilium (исходя из того, что издание 15 bis было фактически 16-м). Стандартное сокращённое наименование издания — Syst. Veg., ed. 16 [Sprengel].

## Комментарии
1. ↑  В некоторым источниках второе слово в названии этой работы пишется со строчной буквы: Systema vegetabilium[1].